# Danemark au Concours Eurovision de la chanson 2016
Le Danemark a annoncé sa participation au Concours Eurovision de la chanson 2016 à Stockholm, en Suède le 26 mai 2015. Le pays est représenté par le groupe Lighthouse X et la chanson Soldiers of Love, sélectionnés via le Dansk Melodi Grand Prix 2016.

## Sélection
La sélection se fait par le moyen du Dansk Melodi Grand Prix, concours durant lequel 10 chansons concourent et au terme duquel est déterminé le représentant danois pour l'Eurovision 2016.
Lighthouse X remporte la finale Dansk Melodi Grand Prix 2016 le 13 février 2016 avec la chanson Soldiers of Love.

### Chansons
Les 10 chansons sélectionnées pour cette finale nationale furent révélées par le biais de Spotify le 10 janvier 2016, elles se présentent ainsi :
| Artiste            | Chanson           | Traduction               |
| ------------------ | ----------------- | ------------------------ |
| Anja Nissen        | Never Alone       | Jamais seul              |
| Bracelet           | Breakaway         | Séparation               |
| David Jay          | Rays of Sunlight  | Rayons de Soleil         |
| Jessica            | Break it Good     | Rompt-le bien            |
| Kristel Lisberg    | Who Needs a Heart | Qui a besoin d'un cœur ? |
| Lighthouse X       | Soldiers of Love  | Soldats de l'amour       |
| Muri & Mario       | To stjerner       | Deux étoiles             |
| Simone             | Heart Shaped Hole | Le cœur façonne le trou  |
| Sophia Nohr        | Blue Horizon      | Horizon bleu             |
| Veronicas Illusion | The Wrong Kind    | Le mauvais genre         |

### Finale
La finale aura lieu le 13 février 2016. L'ordre de passage fut déterminé par la télévision danoise et annoncé le 1er février 2016. Dans un premier temps, 3 chansons finalistes seront sélectionnées par un panel de 5 jurys, comptant pour 50 % des voix, ainsi que le télévote, comptant pour 50 % des voix également. Dans un deuxième temps, le représentant du Danemark sera sélectionné uniquement par le biais du télévote.
| Ordre | Artiste            | Chanson           |
| ----- | ------------------ | ----------------- |
| 1     | David Jay          | Rays of Sunlight  |
| 2     | Simone             | Heart Shaped Hole |
| 3     | Bracelet           | Breakaway         |
| 4     | Sophia Nohr        | Blue Horizon      |
| 5     | Veronicas Illusion | The Wrong Kind    |
| 6     | Lighthouse X       | Soldiers of Love  |
| 7     | Kristel Lisberg    | Who Needs a Heart |
| 8     | Jessica            | Break it Good     |
| 9     | Muri & Mario       | To stjerner       |
| 10    | Anja Nissen        | Never Alone       |

| Super-finale – 13 février 2016 | Super-finale – 13 février 2016 | Super-finale – 13 février 2016 | Super-finale – 13 février 2016 | Super-finale – 13 février 2016 |
| Ordre                          | Artiste                        | Chanson                        | Télévote                       | Place                          |
| ------------------------------ | ------------------------------ | ------------------------------ | ------------------------------ | ------------------------------ |
| 1                              | Simone                         | Heart Shaped Hole              | 22 %                           | 3                              |
| 2                              | Lighthouse X                   | Soldiers of Love               | 42 %                           | 1                              |
| 3                              | Anja Nissen                    | Never Alone                    | 36 %                           | 2                              |

## À l'Eurovision
Le Danemark a participé à la deuxième demi-finale, le 12 mai 2016. N'arrivant que 14e avec 34 points, le pays ne se qualifie pas pour la finale.